# Fotbal total
Fotbalul total (în neerlandeză totaalvoetbal) este un sistem tactic în fotbal în care orice jucător de câmp poate prelua rolul oricărui alt jucător din echipă. Un jucător care părăsește poziția sa este înlocuit de altcineva din echipă, astfel menținând structura organizatorică dorită a echipei. În acest sistem fluid, niciun jucător de câmp nu este fixat într-un rol predefinit; oricine poate juca succesiv ca atacant, mijlocaș și apărător. Singurul jucător care trebuie să rămână într-o poziție specificată este portarul.
Succesul tactic al Fotbalului total depinde în mare măsură de adaptabilitatea fiecărui fotbalist din echipă, în special de capacitatea de a schimba rapid pozițiile în funcție de situația de pe teren. Teoria necesită ca jucătorii să fie confortabili în multiple poziții; prin urmare, necesită jucători inteligenți și tehnic diversificați.
Antrenorul Rinus Michels este considerat cel care a introdus acest sistem în anii 1970, la clubul olandez Ajax și la echipa națională a Țărilor de Jos. Cu toate acestea, unii autori consideră că echipe precum Wunderteam din anii 1930 sau Echipa de Aur a Ungariei din anii 1950 au jucat într-un stil asemănător fotbalului total. Ambele echipe au fost influențate de Jimmy Hogan⁠(d), care la rândul său a fost influențat de jocul de combinație.

## Istorie

### Înainte de anii 1970

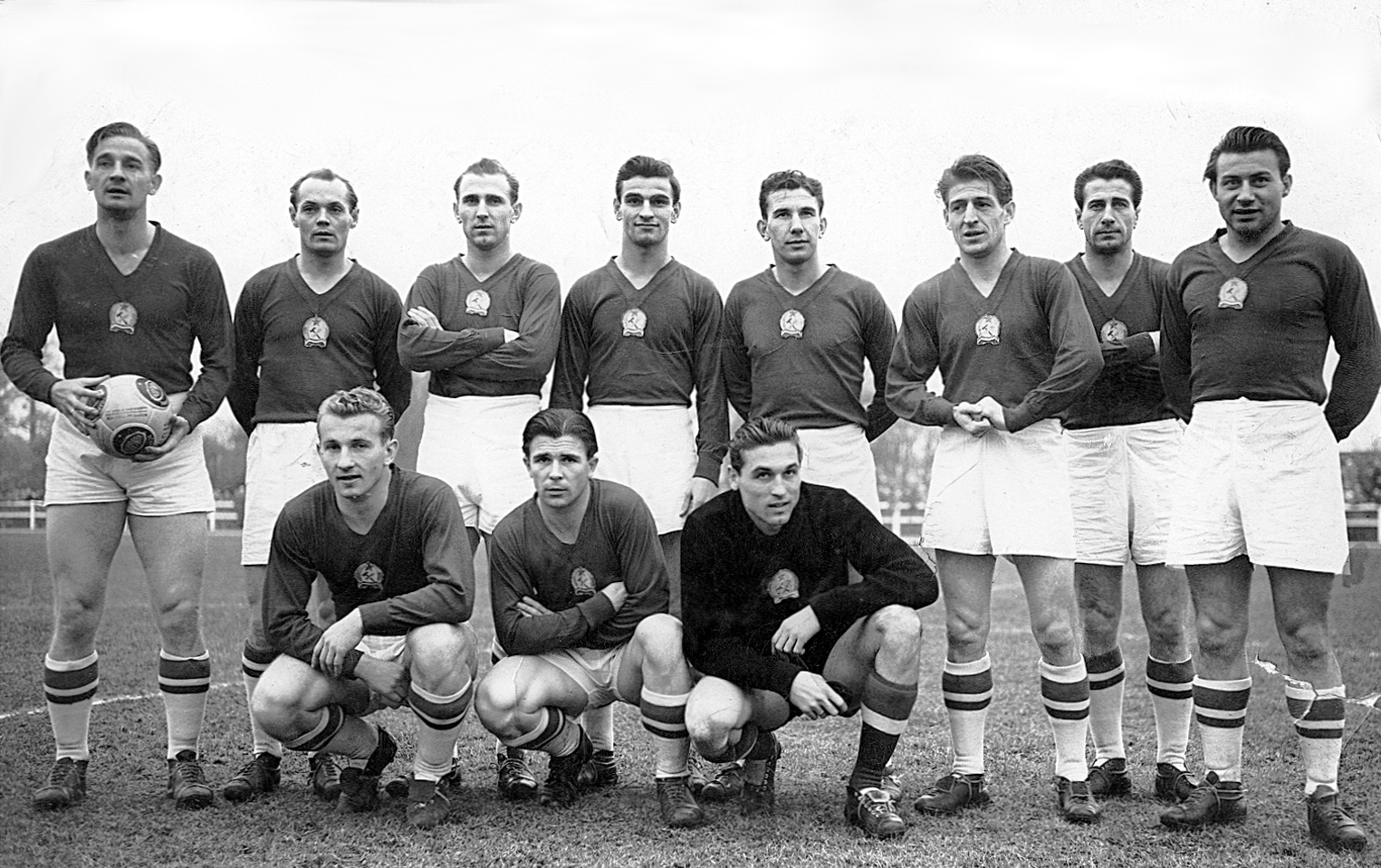
Echipa Golden Team (Mighty Magyars) în 1953

Primele fundații ale ceea ce a devenit cunoscut sub numele de Fotbal Total au fost puse de Jimmy Hogan, originar din Burnley, care a fost influențat de jocul scoțian de combinare. Lucrând cu antrenorul austriac și prietenul său Hugo Meisl la începutul anilor 1930, echipa națională a Austriei (cunoscută sub numele de "Wunderteam") a devenit probabil prima echipă care a jucat Total Football. Influența lui Hogan a depășit granițele Austriei, deoarece două decenii mai târziu echipa națională a Ungariei (cunoscută și sub numele de „Echipa de Aur”) a jucat un stil similar de fotbal sub conducerea antrenorului Gusztáv Sebes. Atunci președintele Federației Maghiare de Fotbal, Sandor Barcs, a spus: „Jimmy Hogan ne-a învățat tot ce știm despre fotbal”.

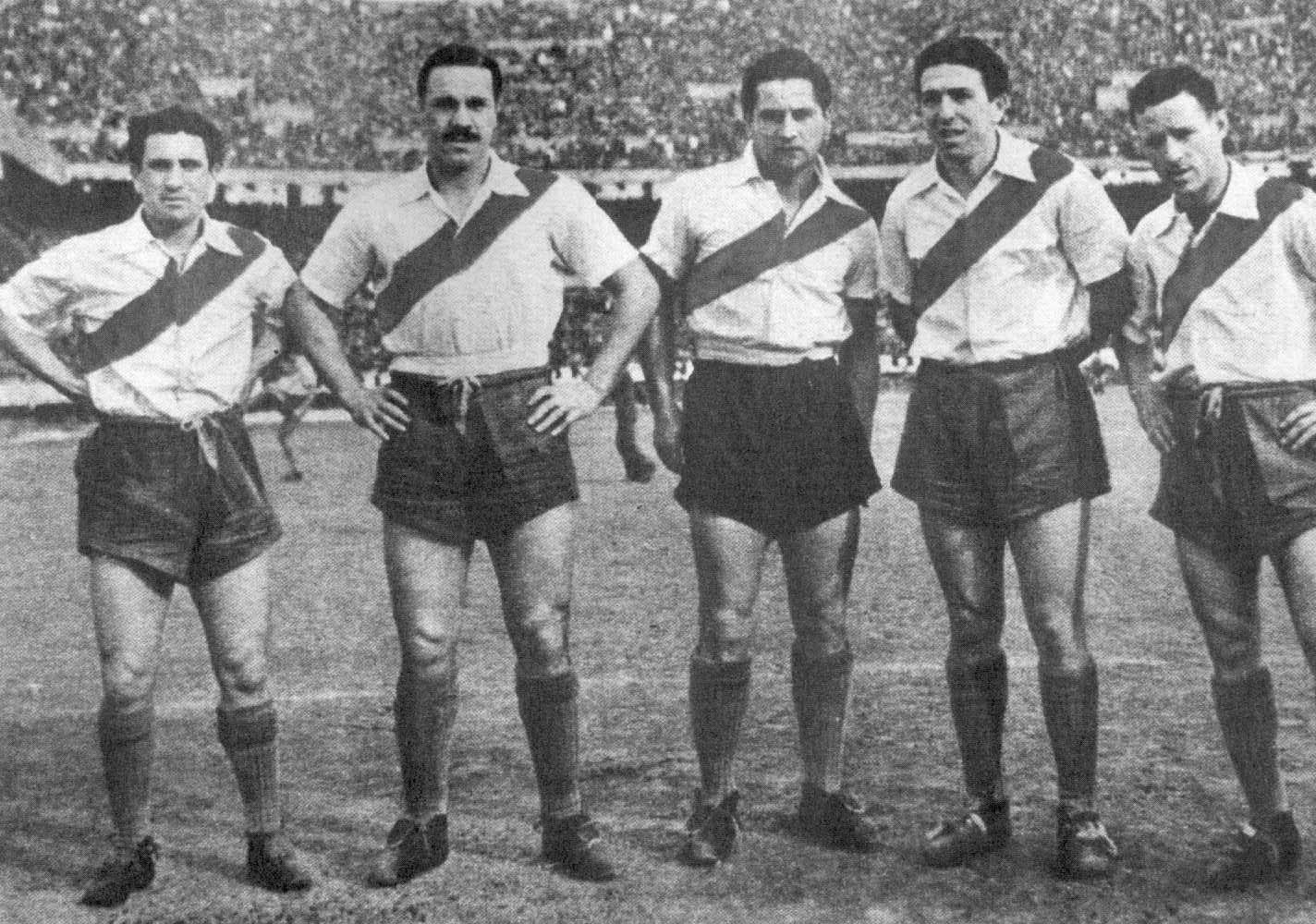
La Máquina, porecla echipei argentine River Plate în anii 1940

Echipa Torino (cunoscută sub numele de „Grande Torino”) din anii 1940 a adoptat un stil similar celui al austriecilor. Între 1941 și 1947, clubul argentinian River Plate a format o echipă remarcabilă, cunoscută sub numele de „La Máquina” (Mașina), cu atacul format din Carlos Muñoz, José Manuel Moreno, Adolfo Pedernera, Ángel Labruna și Félix Loustau care au perfecționat stilul „falsului nouă” și schimbarea constantă a pozițiilor de atac. „La Máquina” a câștigat mai multe titluri argentiniene și internaționale.
În anii 1940, antrenorul englez Jack Reynolds a implementat un stil care prezenta similitudini cu Fotbalul Total la Ajax, conducând clubul olandez să câștige trofee importante pentru prima dată. La sfârșitul anilor 1950 și începutul anilor 1960, Burnley a adoptat un sistem revoluționar în fotbalul englez, „unde fiecare jucător putea juca pe orice poziție”, sub conducerea managerului Harry Potts. Acest sistem de Fotbal Total a dus clubul la câștigarea titlului în prima divizie în sezonul 1959–60 și a adus numeroase laude, inclusiv admirația de la Jimmy Greaves, cel mai bun marcator din istoria primei divizii engleze. Un alt pionier a fost Vic Buckingham, antrenorul West Bromwich Albion, Ajax și Barcelona în anii 1950 și 1960, educația sa fotbalistică contribuind la natura progresivă a stilului de fotbal al lui Rinus Michels și ulterior al lui Johan Cruyff, jucător introdus în echipa principală a lui Ajax de către Vic Buckingham.

### Școli de Fotbal Total (Totaalvoetbal)
Rinus Michels, care a jucat sub conducerea lui Reynolds, a devenit ulterior antrenorul echipei Ajax în 1965. Michels a dezvoltat tactica fotbalului total după 1970, în special prin introducerea atacantului Johan Cruyff, poate cel mai celebru exponent al sistemului. În ciuda faptului că Cruyff a fost utilizat ca atacant central, Michels l-a încurajat să se deplaseze liber pe teren, folosind abilitatea tehnică și inteligența pentru a exploata slăbiciunile adversarilor și a crea ocazii de gol. Coechipierii lui Cruyff s-au adaptat de asemenea, schimbând frecvent pozițiile pentru a asigura îndeplinirea constantă a rolurilor tactice în echipă. Antrenorul austriac Ernst Happel a reconfigurat teoria pentru a introduce elemente de forță, încurajându-și jucătorii să joace mai dur în perioadele sale la ADO Den Haag și Feyenoord. Happel a antrenat de asemenea echipa națională a Olandei până la locul doi în Cupa Mondială FIFA din 1978.
Componenta majoră a fost utilizarea spațiului, cu necesitatea de a crea în mod constant spațiu fiind centrală în conceptul de Fotbal Total. Fostul fundaș al lui Ajax, Barry Hulshoff, a descris acest aspect ca „[lucrul] despre care discutam tot timpul. Cruyff vorbea mereu despre unde să alergi și unde să stai, și când să nu te miști”. El a mai explicat că schimbul de poziții a devenit posibil datorită unei conștientizări spațiale adecvate. De asemenea, el a descris Totaalvoetbal ca fiind proactiv, subliniind de asemenea utilizarea pressing-ului, folosită pentru a recupera mingea sau pentru a pune presiune considerabilă asupra adversarilor. Michels și Cruyff au cunoscut un succes fără precedent cu acest sistem, câștigând opt titluri în Eredivisie, trei Cupe Europene și o Cupă Intercontinentală în 1972. Ascensiunea spectaculoasă a Fotbalului Total și forța sa de atac au fost, de asemenea, legate de „moartea Catenaccio”, un sistem italian bazat în mod crucial pe apărare, promovat de Helenio Herrera la Internazionale în anii 1960.
Sistemul Fotbal Total era predispus la înfrângere, ceea ce s-a observat în mod remarcabil în finala Cupei Mondiale FIFA din 1974 disputată între Olanda și echipa națională a Germaniei de Vest. Michels și Cruyff au văzut cum abilitatea lor de a introduce jocul a fost ținută în frâu în repriza a doua a meciului prin marcarea eficientă a lui Berti Vogts. Acest lucru i-a permis lui Franz Beckenbauer, Uli Hoeneß și Wolfgang Overath să obțină controlul în centrul terenului, permițând astfel Germaniei de Vest să câștige cu scorul de 2-1.

### Era modernă
Continuând să construiască pe fundațiile Fotbalului Total, un nou sistem tactic s-a dezvoltat la FC Barcelona (în special sub conducerea managerului Josep Guardiola) și la echipa națională a Spaniei în cursul anilor 2000 și 2010. Acesta a devenit cunoscut sub numele de Juego de Posición sau Tiki-taka.